# Charles Bassett
Charles Arthur Bassett (Dayton, 30 dicembre 1931 – Saint Louis, 28 febbraio 1966) è stato un astronauta statunitense.

## Biografia
Bassett frequentò la Ohio State University negli anni dal 1950 al 1952 rispettivamente il Texas Technological College, dal 1958 al 1960 concludendo gli studi ottenendo il massimo dei voti con lode ed il titolo di Bachelor of Science in ingegneria elettrica. In seguito assunse un lavoro quale dipendente della University of Southern California.
Bassett si arruolò presso l'aviazione militare americana prestando servizio presso la scuola di ricerca di piloti e presso la scuola per piloti di voli d'esercitazione, sempre dell'aviazione militare americana, avanzando sino al grado di capitano. Prestò inoltre servizio in qualità di pilota ed ingegnere per voli di collaudo della base aerea per progetti di combattimento della Edwards Air Force Base in California. Raggiunse oltre 3 600 ore di volo, di cui oltre 2 900 su aerei jet.

### NASA
Bassett fu uno degli astronauti scelti con il terzo gruppo nominato dalla NASA nell'ottobre del 1963. Fu incaricato del compito speciale di assumere responsabilità nello sviluppo di programmi per l'allenamento degli astronauti, in particolar modo per lo sviluppo dei simulatori di volo. L'8 novembre del 1965 venne nominato pilota per l'ormai prossima missione di Gemini 9.
Durante la preparazione per Gemini 9, Bassett ed il comandante previsto per la missione, Elliot See, dovettero volare a Saint Louis per svolgere delle esercitazioni in un simulatore di volo presso la ditta costruttrice della capsula Gemini. A causa della scarsa visibilità, il pilota See non riuscì a centrare la pista di atterraggio del Lambert Field, sfiorando durante tale manovra un edificio vicino. L'aereo biposto del tipo T-38 Talon si schiantò causando l'immediata morte dei due piloti. Era il 28 febbraio, poche settimane prima del lancio della missione. Bassett lasciò la moglie e tre figli.
Un'apposita commissione d'esame della NASA, sotto la direzione dell'astronauta esperto Alan Shepard, non poté che constatare un errore del pilota come causa dello schianto. Infatti, a conclusione delle indagini, venne dichiarato che See, probabilmente a causa della pessima visibilità, volava troppo vicino al suolo durante il tentativo di atterraggio e che pertanto non ebbe alcuna possibilità di evitare la tragedia.